# Lesly Briemant
Lesly Briemant, née le 25 avril 1991 à Nogent-sur-Marne, est une joueuse internationale française de handball, évoluant au poste d'ailière droite au HBC Celles-sur-Belle.

## Biographie
Lesly Briemant découvre le handball tardivement vers l'âge de 13 ans après avoir testé la gym, l'escalade, le judo et le football. Ses qualités vont l'amener à franchir les échelons très rapidement. A 16 ans, elle rejoint Noisy-le-Grand (D2) tout en suivant une section sportive scolaire. Elle intègre ensuite le centre de formation du Havre AC de 18 à 19 ans et signe ensuite mon premier contrat professionnel avec le club d'Issy Paris en 2010,.
En octobre 2013, elle est appelée pour la première fois en équipe de France pour les matches contre la Slovaquie et la Finlande en éliminatoires de l'Euro 2014. Le 24 octobre contre la Slovaquie, elle honore sa première sélection en inscrivant 1 but.

## Palmarès
compétitions internationales
- finaliste de la coupe d'Europe des vainqueurs de coupe en 2013 avec Issy Paris Hand
- finaliste de la coupe Challenge en 2014 avec Issy Paris Hand

compétitions nationales
- vainqueur de la Coupe de la Ligue en 2013 avec Issy Paris Hand
- vice-championne de France en 2012 et 2014 avec Issy Paris Hand
- finaliste de la coupe de France en 2014 avec Issy Paris Hand